# Łampowo (przystanek kolejowy)
Łampowo (ros. Лампово) – przystanek kolejowy w pobliżu miejscowości Łampowo, w rejonie gatczyńskim, w obwodzie leningradzkim, w Rosji. Położony jest na linii dawnej Kolei Warszawsko-Petersburskiej.